# Milani
La Milani è stata una piccola casa motociclistica di Cesena, specializzata nella produzione di ciclomotori.

## Storia

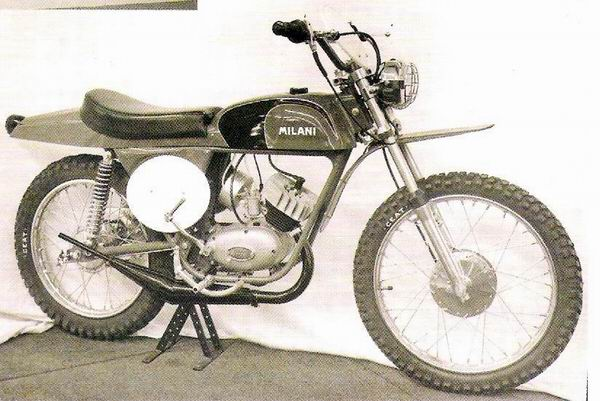
Il "Cross Competizione 50" al Salone di Milano del 1969

Venne fondata nel 1964 da Gino Milani, figlio del titolare di un magazzino di vendita e ricambi di biciclette e motori Garelli, il famoso motore a rullo Mosquito da applicare alle biciclette.
Il primo ciclomotore prodotto è il Furlo, un 50 cm³ a frizione automatica, cui seguono lo Spluga, dotato di variatore, il Falzarego, con cambio a 4 marce ed il Resia, tutti con vocazione prettamente utilitaristica e motorizzati Minarelli.
Il salto di qualità giunge nel 1969 con due modelli decisamente più dotati ed aggressivi: il Cross Competizione e lo Sport Competizione, entrambi sviluppati attorno ad un solido telaio a doppia culla chiusa in tubi d'acciaio, fornito dalla Verlicchi ed equipaggiati col motore Minarelli P4-SS con carburatore "Dell'Orto" da 20 mm a vaschetta laterale e scarico ad "espansione". Il primo è contraddistinto da un inusuale monoblocco in vetroresina che comprende serbatoio, sella e parafango posteriore (produzione Aprilia), apprezzatissimo dai giovani di allora e subito ribattezzato “codone” e, in versione export, vanta una potenza di 7,9 CV a 9000 giri. Il modello Sport, con identica potenza e rapporti lunghi, raggiunge i 120 km/h. Ovviamente, entrambi approdano dai concessionari in versione “codice”, con carburatore 14/12 e potenza di 1,5 CV. 

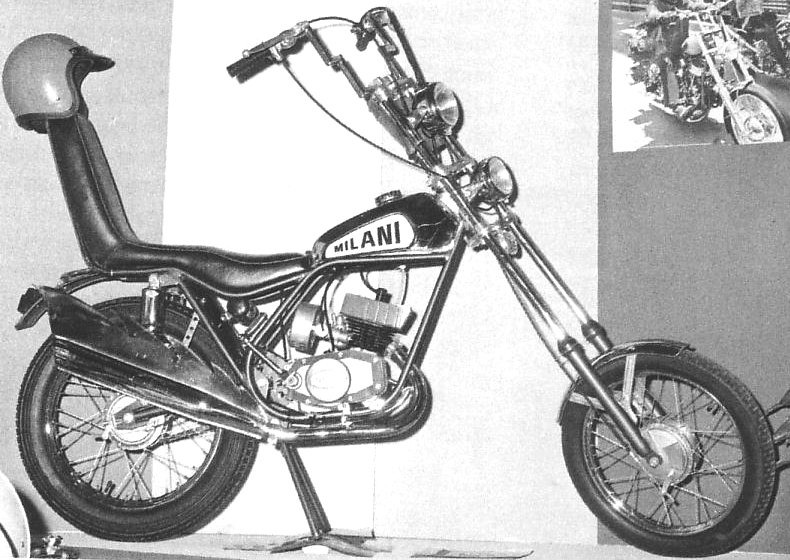
Il "Chopper 50" al Salone di Milano nel 1971

Nel 1972 arriva il Cross 6 marce, con il motore Minarelli P6 e la "coda" sella-parafango ancora in fibra di vetro, ma serbatoio separato in lamiera. È votato ad un utilizzo più stradale ed è ambitissimo dai quattordicenni dell'epoca. Nel 1973 è la volta del Cross Combat, dotato di Minarelli P6 con termica Allumac, un mezzo professionale destinato esclusivamente alle gare di motocross e mai omologato per l'uso su strada. Sempre di quell'anno è il "tubone" Carrera, che incontra un notevole successo, favorito dalla moda del momento che premia questo genere di ciclomotori.
È sicuramente un periodo d'oro per l'azienda, che arriva a produrre e vendere fino a 7.000 unità l'anno. Testimonial pubblicitari sono famosi attori come Gino Bramieri, Walter Chiari, Cochi & Renato. 
Ma le leggi del mercato esigono il loro tributo: i modelli monomarcia soffrono molto la concorrenza Piaggio, che con Ciao, Boxer e Bravo monopolizza quasi completamente il mercato. Nessuna fortuna arride all'anticonvenzionale Chopper, presentato nel '71 e rinnovato nel '73, molto simile all'analogo modello Fantic Motor, anch'esso non particolarmente apprezzato dal pubblico italiano. 

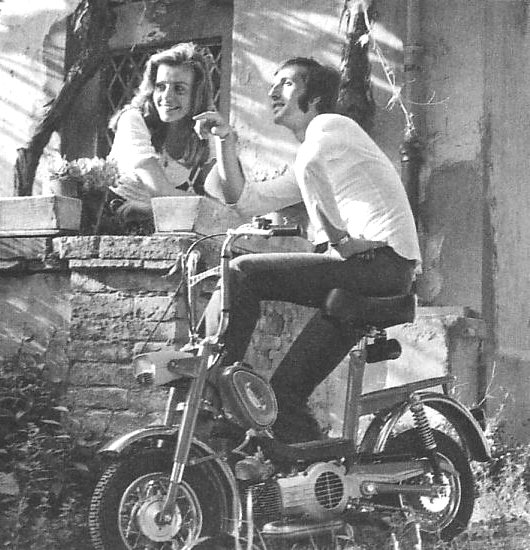
Il "Mini" con un giovane Pippo Franco nel 1972

Alla fine degli anni settanta il settore dei ciclomotori segna il passo, a favore della categoria degli scooter, capitanata dall'intramontabile Vespa e forte di un'offerta ampia ed economicamente aggressiva, specialmente ad opera della temibile offensiva asiatica. Molte piccole aziende, nell'impossibilità di indirizzare la produzione verso altri modelli, si trovano in gravi difficoltà e si limitano ad aggiornare quelli in listino, con risultati tutt'altro che incoraggianti. Aziende più solide, come Gilera, Moto Guzzi, Moto Morini, Ducati, Benelli e le pur giovani Aprilia e Fantic Motor riescono a reggere, ma nel giro di pochi anni moltissimi marchi, anche prestigiosi, scompaiono dal mercato: Malanca, Meteora, Cimatti, Testi, Demm, Mondial, Torpado, Müller, Garelli, Italjet, Aspes, Bimm, Itom, per non parlare dei marchi specializzati nel settore del fuoristrada agonistico, che non totalizzavano certo grossi volumi di vendita, come Ancillotti, Moto Gori, SWM, Accossato, Aim, TGM e tante altre. 

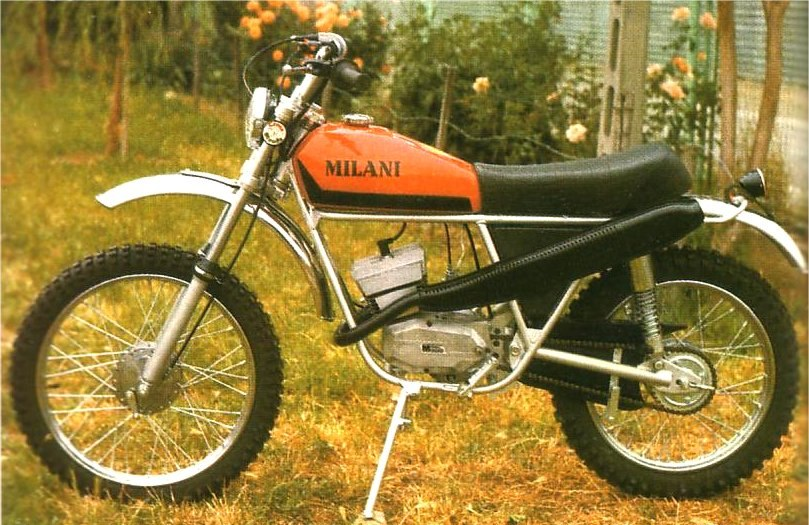
Il "Cross Strada 50" del 1975

Questa sorte non risparmia la Milani: l'ultimo modello prodotto, il "canto del cigno", è il bellissimo ed innovativo Cross Co.Be., presentato nel 1975 e fortemente voluto da due appassionati veneti, Umberto Coppo e Gianni Bettella. La moto, per la quale è stato disegnato un telaio completamente nuovo, monta un competitivo motore Sachs a corsa corta da 12,5 CV a 12.000 giri ed un esclusivo e raffinato sistema di sospensioni posteriori. Il mezzo, però, è destinato principalmente ai piloti privati che lo impiegano in gara, è affiancato da una versione codice, motorizzata col Minarelli P6 che non ebbe però molto successo. Sempre del '75 è la "Cross Strada", che monta il vecchio telaio del '69, un motore Minarelli P6 in versione Compact System e sovrastrutture tradizionali in lamiera. La sua linea, forse troppo ispirata al più famoso Fantic Motor Caballero, non riesce a risollevare le sorti del marchio e l'azienda, sul finire del 1979, è costretta a chiudere i battenti.
L'attività viene rilevata dalla Unimoto di Longiano (Forlì), che nel 1982 acquista anche il marchio Aspes, ma quattro anni dopo è costretta, a sua volta, a cessare l'attività.

## Attualità
Una costola della Milani tuttavia sopravvive ancor oggi: il marchio MBM, registrato da Milani nel 1970 per differenziare la produzione, fabbrica tuttora biciclette.